# Rheotanytarsus raptorius
Rheotanytarsus raptorius är en tvåvingeart som först beskrevs av Jean-Jacques Kieffer 1909.  Rheotanytarsus raptorius ingår i släktet Rheotanytarsus och familjen fjädermyggor.
Artens utbredningsområde är Tyskland. Inga underarter finns listade i Catalogue of Life.